# Премонстранты

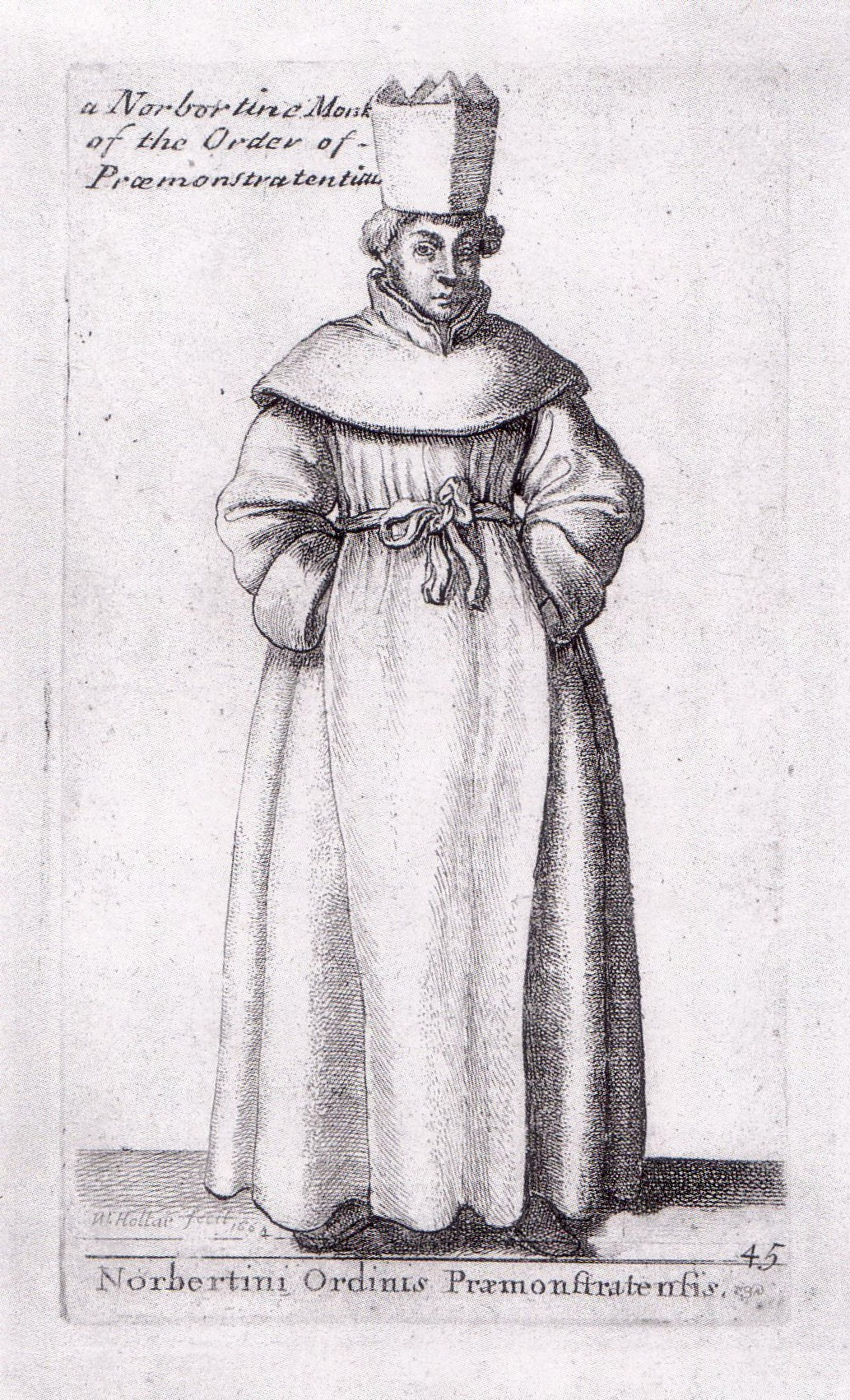
Монах-премонстрант. Гравюра XVII века

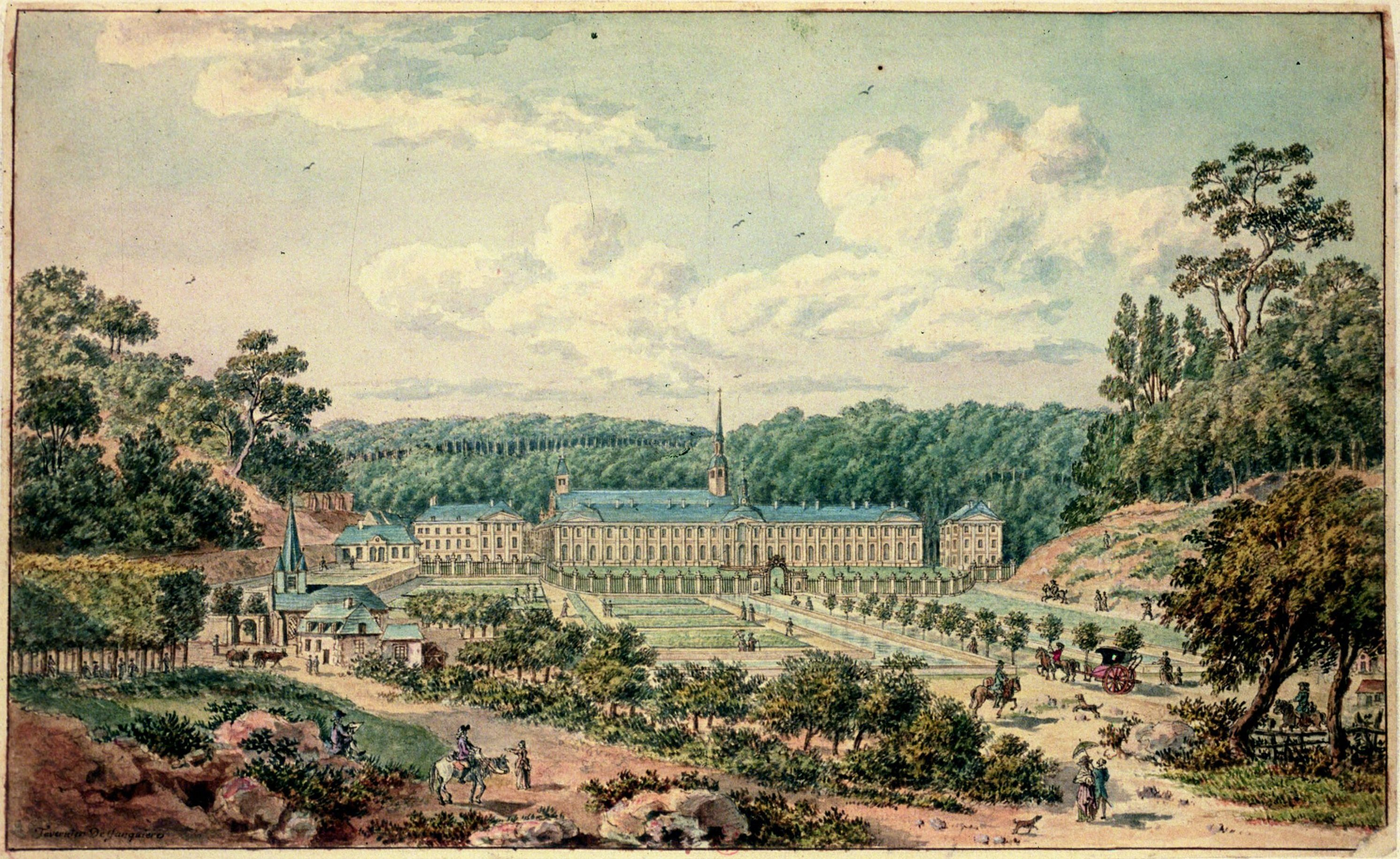
. XVII век

Премонстра́нты (также норбертанцы или норбертинцы (по имени основателя), «Орден регулярных каноников-премонстрантов», лат. Candidus et Canonicus Ordo Praemonstratensis, OPraem) — католический монашеский орден регулярных каноников, основанный в 1120 году святым Норбертом Ксантенским в аббатстве Премонтре, которое находится неподалёку от пикардийского города Лан. Имя орден получил по названию аббатства, члены ордена также именовались норбертанцами или норбертинцами по имени основателя.

## История
Устав ордена утверждён в 1126 году. Премонстранты быстро распространялись в Западной Европе, к середине XIV века орден располагал более 1300 монастырями. Орден сыграл важную роль в христианизации территории между Эльбой и Одером, в том числе и полабских славян. В Англии премонстранты к моменту их роспуска Генрихом VIII располагали 35 монастырями.
В период Реформации деятельность ордена была запрещена в Германии, а во время великой французской революции — во Франции. Были конфискованы все монастыри, в том числе и родина ордена — Премонтре. К началу XIX века премонстранты были практически уничтожены, сохранилось только 8 монастырей (все в Австрии). Во второй половине XIX и в XX веке орден вновь испытал подъём, число монастырей выросло до 20 к началу XX века и до 80 к концу.

## Деятельность
Духовность премонстрантов близка к духовности августинцев, они также руководствуются в монашеской жизни «Уставом св. Августина». Поскольку св. Норберт был другом знаменитого цистерцианца св. Бернарда Клервосского, на основанный им орден также сильно повлияла духовность цистерцианцев.
В 2014 году премонстранты насчитывали 1289 человек, из них 940 священников. Ордену принадлежало 78 монастырей, в том числе и женские. Монастыри ордена находятся главным образом в Европе — Бельгии, Нидерландах, Франции, Германии, Австрии, Чехии, Венгрии. Премонстранты имеют также общину терциариев.

## Известные премонстранты
- Норберт Ксантенский (1080—1134) — основатель ордена.
- Захария Хризополитан (ум. около 1155) — средневековый богослов.
- Иоганнес Цан (1641—1707) — средневековый оптик, один из создателей камеры-обскуры.
- Дивиш, Прокоп (1698—1765) — чешский священник, теолог, естествоиспытатель, лекарь, музыкант, изобретатель.
- Адальберт III (1145—1200) — архиепископ Зальцбургский, блаженный Ордена регулярных каноников-премонстрантов.
- Амброс Йозеф Пфиффиг (1910—1998) — этрусколог.
- Веренфрид ван Страатен[англ.] (1913—2003) — основатель благотворительной организации Kirche in Not («Помощь Церкви в беде»).